# Clube Desportivo de Mafra
El Clube Deportivo de Mafra és un equip de futbol de Portugal que juga a la Liga de Honra, la segona divisió de futbol al país.

## Història
Va ser fundat el 25 de maig de 1965 a la ciutat de Mafra, passant pràcticament tota la seva història en les lligues regionals de Portugal fins que va guanyar la Primera Divisió de Lisboa en la temporada 1991/92 i va aconseguir ascendir als tornejos nacionals per primera vegada.

## Palmarès
- Campionat de Portugal: 1

2017/18
- Tercera Divisió de Portugal: 1

2001/02
- Primera Divisió de Lisboa: 1

1991/92
- Segona Divisió de Lisboa: 1

1975/76
- Tercera Divisió de Lisboa: 1

1970/71